# Monika Gronke
Monika Gronke (née le 28 mars 1952 à Hanovre) est une iranologue et islamologue. Elle enseigne à l'université de Cologne.

## Carrière
Monika Gronke étudie l'islamologie après ses études secondaires. Elle enseigne depuis 1991 au séminaire oriental de l'université de Cologne, spécialement l'iranologie et l'islamologie. Elle est éditrice de la série scientifique Documenta Iranica et Islamica.

## Publications
- Arabische und persische Privaturkunden des 12. und 13. Jahrhunderts aus Ardabil (Aserbeidschan), Berlin: Schwarz, 1982
- Derwische im Vorhof der Macht, Franz Steiner Verlag, Stuttgart, 1993,  (ISBN 978-3515057585)
- Iran, Princeton, New Jersey : Wiener,  (ISBN 978-1558764446)
- Geschichte Irans: von der Islamisierung bis zur Gegenwart, C.H. Beck Verlag, 3e éd., 2009,  (ISBN 978-3406480218)
- Das biographische Lexikon des Ṣalāḥaddīn Halīl Ibn Aibak aṣ-Ṣafadī / Teil 23. ʿUmar Ibn ʿAbd al-Wahhāb bis Farruḥšāh Ibn Šāhinšāh, Klaus Schwarz Verlag, 2010,  (ISBN 978-3879971794)